# Шевченково (Александрийский район)
Шевченково (укр. Шевченкове) — село в Новопражской поселковой общине Александрийского района Кировоградской области Украины.
До 2020 года входило в Знаменский район
Население по переписи 2001 года составляло 19 человек. Почтовый индекс — 27451. Телефонный код — 5233. Занимает площадь 0,62 км². Код КОАТУУ — 3522284904.